# Флемінгсбург (Кентуккі)
Флемінгсбург (англ. Flemingsburg) — місто (англ. city) в США, в окрузі Флемінґ штату Кентуккі. Населення — 2953 особи (2020).

## Географія
Флемінгсбург розташований за координатами 38°25′23″ пн. ш. 83°44′3″ зх. д. / 38.42306° пн. ш. 83.73417° зх. д. (38.423155, -83.734289).  За даними Бюро перепису населення США в 2010 році місто мало площу 5,29 км², з яких 5,27 км² — суходіл та 0,02 км² — водойми. В 2017 році площа становила 6,98 км², з яких 6,95 км² — суходіл та 0,03 км² — водойми.

## Демографія
Згідно з переписом 2010 року, у місті мешкало 2658 осіб у 1198 домогосподарствах у складі 723 родин. Густота населення становила 503 особи/км².  Було 1358 помешкань (257/км²).
Расовий склад населення:
| - 91,7 % — білих - 5,1 % — чорних або афроамериканців - 0,2 % — корінних американців - 1,4 % — осіб інших рас |

До двох чи більше рас належало 1,5 %. Частка іспаномовних становила 2,1 % від усіх жителів.
За віковим діапазоном населення розподілялося таким чином: 22,1 % — особи молодші 18 років, 58,0 % — особи у віці 18—64 років, 19,9 % — особи у віці 65 років та старші. Медіана віку мешканця становила 42,3 року. На 100 осіб жіночої статі у місті припадало 80,2 чоловіків;  на 100 жінок у віці від 18 років та старших — 78,1 чоловіків також старших 18 років.
Середній дохід на одне домашнє господарство  становив 48 107 доларів США (медіана — 24 535), а середній дохід на одну сім'ю — 62 675 доларів (медіана — 39 737). Медіана доходів становила 35 585 доларів для чоловіків та 27 841 долар для жінок. За межею бідності перебувало 19,8 % осіб, у тому числі 17,9 % дітей у віці до 18 років та 20,3 % осіб у віці 65 років та старших.
Цивільне працевлаштоване населення становило 1088 осіб. Основні галузі зайнятості: освіта, охорона здоров'я та соціальна допомога — 30,6 %, роздрібна торгівля — 16,2 %, виробництво — 13,0 %, будівництво — 12,2 %.